# كولمان باركس
كولمان باركس (بالإنجليزية: Coleman Barks) (و. 1937  م) هو لغوي، وشاعر، ومؤلف، ومترجم، وكاتب أمريكي، ولد في تشاتانوغا.

## التعليم
تعلم في جامعة كاليفورنيا، بركلي، وجامعة ولاية كارولينا الشمالية في تشابل هيل.